# Bäckaby socken
Bäckaby socken i Småland ingick i Västra härad i Njudung, ingår sedan 1971 i Vetlanda kommun i Jönköpings län och motsvarar från 2016 Bäckaby distrikt.
Socknens areal är 61,35 kvadratkilometer, varav land 58,87. År 2000 fanns här 259 invånare. Kyrkbyn Bäckaby med sockenkyrkan Bäckaby kyrka ligger i socknen. 

## Administrativ historik
Bäckaby socken har medeltida ursprung.
Vid kommunreformen 1862 övergick socknens ansvar för de kyrkliga frågorna till Bäckaby församling och för de borgerliga frågorna till Bäckaby landskommun. Landskommunen utökades 1952 och uppgick sedan 1971 i Vetlanda kommun. Församlingen uppgick 2010 i Lannaskede församling.
1 januari 2016 inrättades distriktet Bäckaby, med samma omfattning som församlingen hade 1999/2000.  
Socknen har tillhört samma fögderier och domsagor som Västra härad. De indelta soldaterna tillhörde Jönköpings regemente, Västra härads kompani, och Smålands grenadjärkår, Liv- och Östra härads kompanier.

## Geografi
Bäckaby socken ligger sydsydväst om Vetlanda. Socknen är höglänt med platser över 300 meter över havet och är en kuperad skogsbygd.

## Fornlämningar
Några gravrösen från bronsåldern och sex järnåldersgravfält finns här.

## Namnet
Namnet (1309 Bieccaby), taget från kyrkbyn, innehållet förleden bäck och efterleden by, gård (ar).

### Fotnoter
1. 1 2 3  Svensk Uppslagsbok andra upplagan 1947–1955: Bäckaby socken
2. 1 2  Harlén, Hans; Harlén Eivy (2003). Sverige från A till Ö: geografisk-historisk uppslagsbok. Stockholm: Kommentus. Libris 9337075. ISBN 91-7345-139-8
3. ↑  ”Församlingar”. Statistiska centralbyrån. https://www.scb.se/hitta-statistik/regional-statistik-och-kartor/regionala-indelningar/forsamlingar/. Läst 30 december 2022.
4. ↑  Administrativ historik för Bäckaby socken (Klicka på församlingsposten). Källa: Nationella arkivdatabasen, Riksarkivet.
5. ↑  Indelta soldater, torp och rotar i Jönköpings län Arkiverad 24 januari 2012 hämtat från the Wayback Machine. Jönköpingsbygdens Genealogiska Förening
6. 1 2  Sjögren, Otto (1931). Sverige geografisk beskrivning del 2 Östergötlands, Jönköpings, Kronobergs, Kalmar och Gotlands län. Stockholm: Wahlström & Widstrand. Libris 9939
7. 1 2 3  Nationalencyklopedin
8. ↑  Fornlämningar, Statens historiska museum: Bäckaby socken
9. ↑  Fornminnesregistret, Riksantikvarieämbetet: Bäckaby socken Fornminnen i socknen erhålls på kartan genom att skriva in sockennamn (utan "socken") i "Ange geografiskt område"